# Väinö V. Svanström
Väinö V. Svanström, finski general, * 1884, † 1964.